# Hyalesthes aylana
Hyalesthes aylana är en insektsart som beskrevs av Hoch 1985. Hyalesthes aylana ingår i släktet Hyalesthes och familjen kilstritar. Inga underarter finns listade i Catalogue of Life.